# Shahan Natalie
Shahan Natalie (arménien : Շահան Նաթալի), né Hagop Der Hagopian (arménien : Հակոբ Տեր-Հակոբեան) le 14 juillet 1884 dans le village de Husseinig (vilayet de Mamouret-ul-Aziz, Empire ottoman) et mort le 18 avril 1983 à Watertown (États-Unis), est un écrivain et homme politique arménien, membre de la Fédération révolutionnaire arménienne et organisateur de l'Opération Némésis.